# 6865 Dunkerley
6865 Dunkerley (1991 TE2) là một tiểu hành tinh vành đai chính được phát hiện ngày 2 tháng 10 năm 1991 bởi Kushida, Y., Muramatsu, O. ở Yatsugatake.